# Martin Aichinger

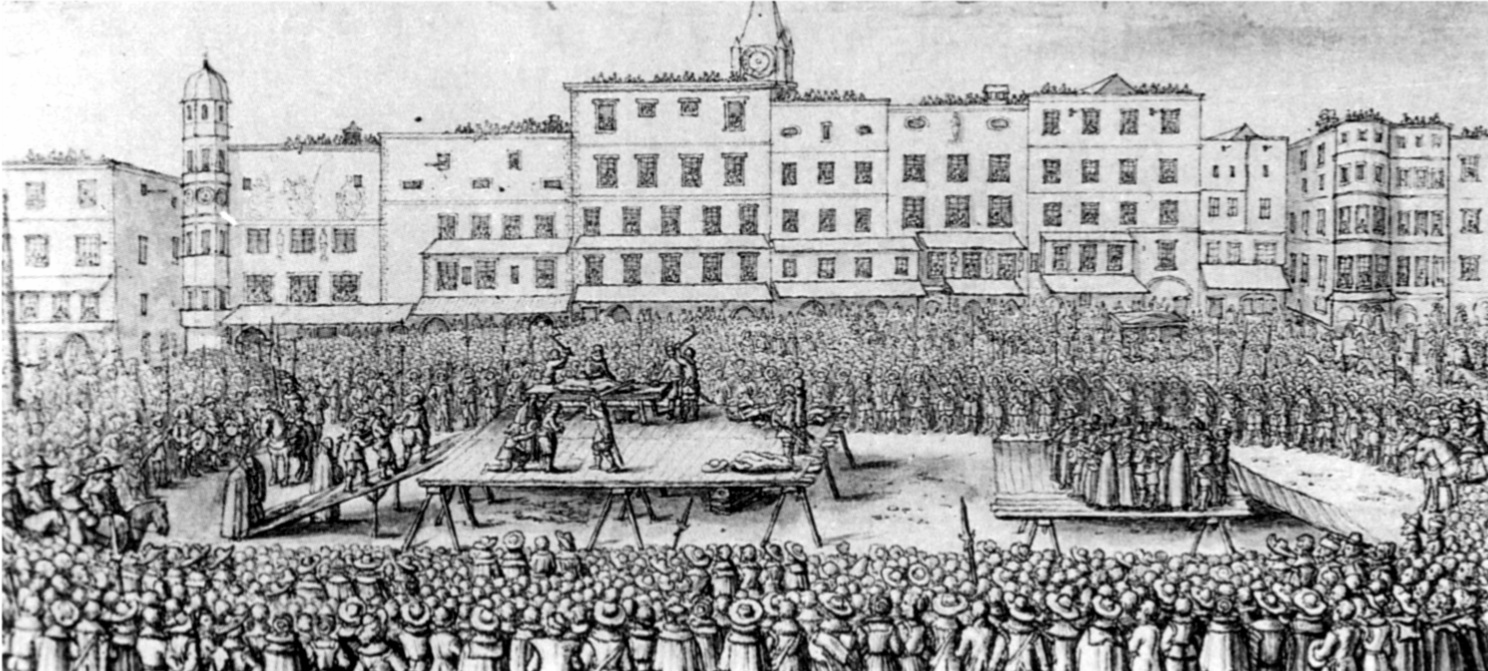
Hinrichtung des Martin Aichinger, genannt Laimbauer, und weiterer sechs Anführer am Linzer Hauptplatz (Zeichnung von Wenzel Hollar)

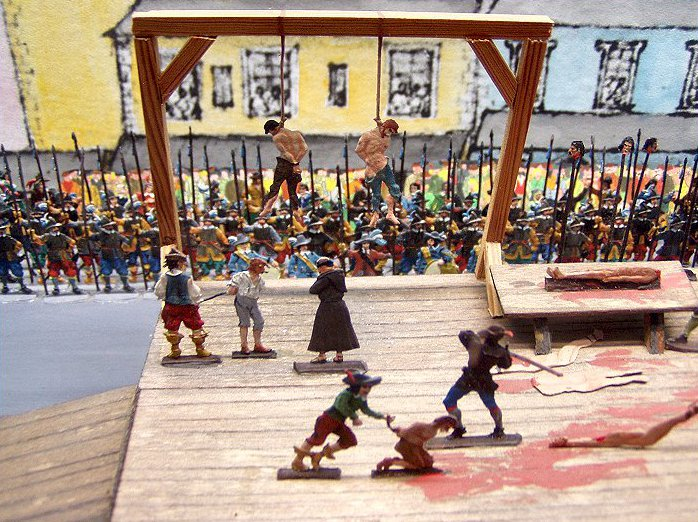
Hinrichtung des Martin Aichinger, genannt Laimbauer – Zinnfiguren-Diorama aus dem Peuerbacher Bauernkriegsmuseum

Martin Aichinger, vulgo Laimbauer (* um 1592 in Steining, Luftenberg an der Donau; † 20. Juni 1636 in Linz), war ein protestantischer Prädikant, Mystiker und Bauernkriegsführer der Machländischen Bauernbewegung in der ersten Hälfte des 17. Jahrhunderts.

## Überblick
Martin Aichinger führte von 1632 bis 1636 einen religiös und sozial motivierten regionalen Volksaufstand in der Riedmark an. Etwa 300 Aufständische unter der Führung von Martin Aichinger wurden durch Truppen der Oberösterreichischen Stände bei der Kirche auf dem Frankenberg, Gemeindegebiet Langenstein, eingekesselt und großteils niedergemacht. Martin Aichinger und seine engsten Getreuen wurden daraufhin am 20. Juni 1636 auf dem Hauptplatz der Stadt Linz an der Donau in einer groß angelegten öffentlichen Hinrichtung enthauptet und gevierteilt.

## Kult und theologisches Konzept
Martin Aichinger wurde nach dem Ende der Großen Bauernkriege um 1626 als Protestant von seinem Hof – dem ehemaligen Laimbauerngut – in der Ortschaft Steining in der Herrschaft Burg Luftenberg vertrieben. Er entwickelte ein eigenes theologisches Modell, in welchem sich der Geist des frühen Mittelalters, magische Traditionen, urtümliche Volksüberlieferung und puritanisches Christentum durchdrangen. Nach eigenen Angaben erhielt er zuerst durch einen Engel und später durch Gott den Vater selbst den Auftrag, die zu seiner Zeit bereits wieder zu einem guten Teil rekatholisierten Bauern wieder zu bekehren und für den Protestantismus zurückzugewinnen.
Martin Aichinger erfuhr sich in seinen Offenbarungen und mystischen Erfahrungen siebenmal über den Wolken, wo Gott der Vater zu ihm herabgesprochen und ihm Aufträge erteilt habe, und siebenmal am Himmelstor, als er die Seelen Verstorbener in ihre jenseitigen Aufenthaltsorte begleitete. Seinen Anhängern gab er zu verstehen: Merket Euch wohl, dass ich dazu verwendet bin, die Seelen in den Himmel zu führen oder in die Hölle zu schmeißen. Aichinger reichte den Teilnehmern seiner religiösen Versammlungen geweihtes Wasser wie in einem Sakrament zum Trinken oder markierte zum Schutz seiner Anhänger Zauberkreise mit geweihtem Wasser an den Versammlungsorten oder Lagerstätten. Er verfasste für diese Zusammenkünfte auch eigene Liedertexte, wobei die folgende, endzeitliche Strophe eine der meistgesungenen war: Herzlich tut mich verlangen nach einem seligen End, weil ich bin umfangen von Trübsal und Elend. Von seinen Anhängern wurde er auch als Prophet und Zauberer wahrgenommen. Die heiligen Zahlen des Laimbauern waren: 3, 7, 12 und 30.
Der Laimbauer predigte im Frühjahr 1632 zuerst in geheimen Versammlungen im Raum Freistadt und mahnte seine Landsleute angesichts des bald erwarteten jüngsten Gerichtes zu einem sittenstrengen Leben, einer gewissenhaften Kindererziehung und zu einer verantwortungsvollen Wirtschaftsführung. Ab 1635 unternahm Aichinger mit seinen Anhängern, aus dem Raum Freistadt kommend, offene rituelle Prozessionen mit bis zu 700 Teilnehmern quer durch die Riedmark in den Raum Luftenberg und St. Georgen an der Gusen. Diesen, durch Trommelschlag, Pfeifen und Geigenmusik begleiteten Prozessionen, schritten bis zu 60 mit Feuerwaffen ausgestattete Getreue mit einer wimpelartigen Sturmfahne voran. Dann folgte der Laimbauer in Grün gekleidet mit einem weißen Hut mit roter Feder und seinem eigenen quadratischen Feldzeichen, hinter ihm seine weiteren Anhänger. Sowohl die Sturmfahne als auch sein Feldzeichen waren mit kosmischen Sonnen- und Sternsymbolen, magischen Zahlen- und Buchstabenkombinationen und dem Fahnenspruch DAS WALT GOTT VATER, SOHN, HEILIGER GEIST, DER UNS DEN WEG ZUM HIMMEL WEIST ausgestattet.

## Vernichtung der machländischen Bauernbewegung: Schlacht auf dem Frankenberg
Bereits am 22. Oktober 1632 beauftragte der Landeshauptmann des Landes ob der Enns den Bürgermeister und den Rat der Stadt Freistadt, des Laimbauern habhaft zu werden und ihn nach Linz zu bringen, was nicht gelang, weil Martin Aichinger spurlos verschwunden war. Als Aichinger zu Georgi 1635 eine seiner Prozessionen durchführte und am 27. April 1635 bei Gusen von den landständischen Truppen militärisch angegriffen wurde, konnte er diese mit seinen Getreuen ein erstes Mal abwehren und mit seinem Gefolge untertauchen. Um Martini 1635 zog er mit einigen Getreuen zum Trotz seiner Verfolger geisterartig in weißen Gewändern und mit seinem Feldzeichen durch die Nächte.

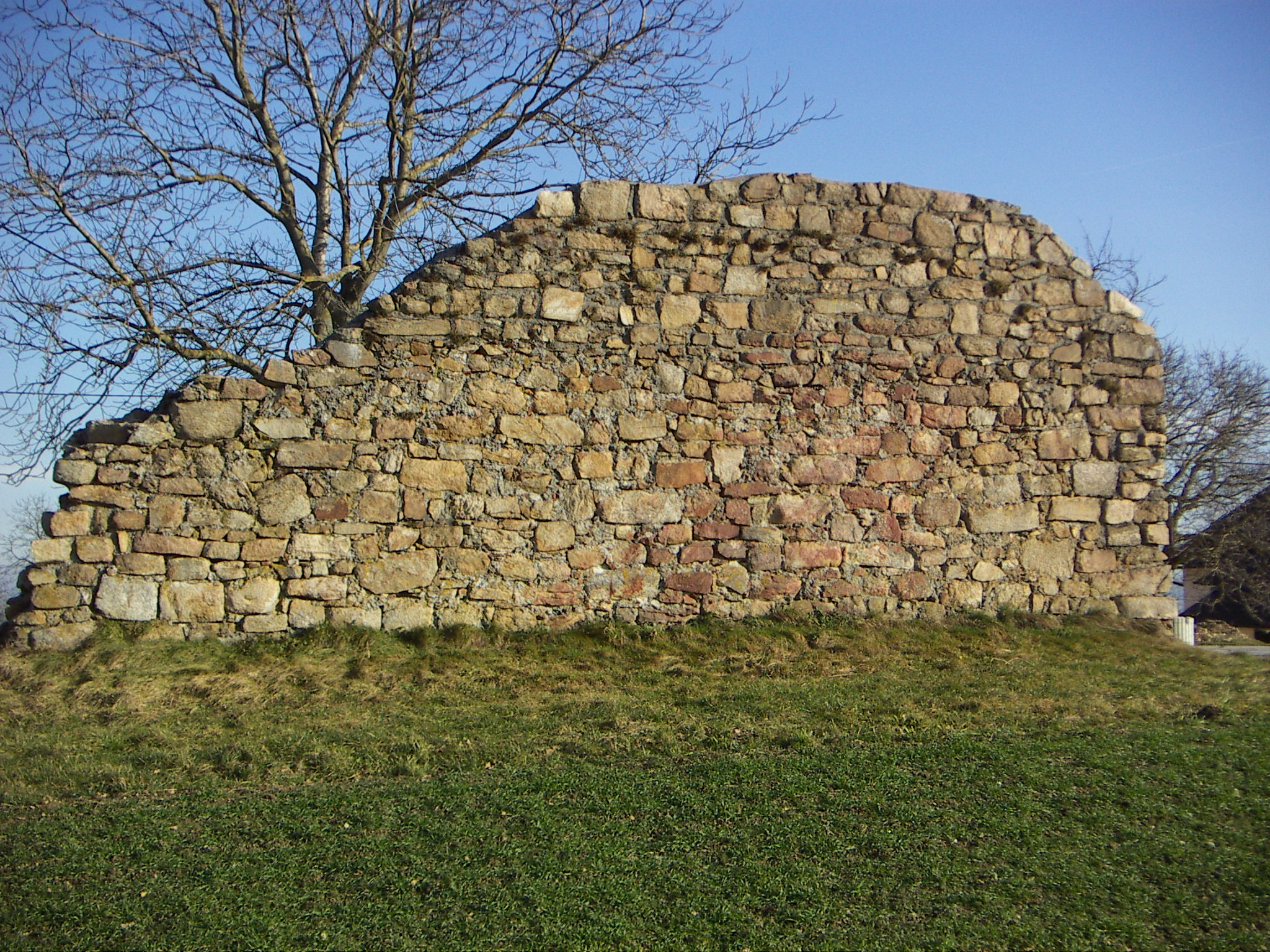
Diese Mauer der ehemaligen Kirche auf dem Frankenberg ist Teil eines Denkmales für die niedergemetzelten Anhänger des „Laimbauern“.

Als Aichinger zu Pfingsten 1636 eine weitere, offene Prozession durchführte, mobilisierten die Landstände gegen Aichingers machländische Bauernbewegung ein Heer von 2700 Soldaten, dessen Vorhut Aichinger bei Neumarkt im Mühlkreis erneut schlagen konnte. Zwei Tage später konnte Aichinger bei Gusen einen weiteren Angriff der landständischen Truppen erfolgreich abwehren. Daraufhin zog er sich mit etwa 300 Getreuen, Frauen und Kindern in den Weiler auf dem Frankenberg (heute Gemeinde Langenstein) zurück und hisste auf dem Turm der damals bereits sehr baufälligen Kirche auf dem Frankenberg eine seiner weißen Fahnen. Aichinger und seine Getreuen glaubten dort auch fest an die Unterstützung durch ein mythisches Heer von 60.000 Soldaten unter Führung von Kaiser Friedrich Barbarossa, als der Hauptmann des Landes ob der Enns, Graf Kuefstein, am späten Nachmittag des Pfingstmontags 1636 seinem Kommandanten, Graf Kaspar von Starhemberg, den Befehl zum Angriff gab.
Diese Schlacht auf dem Frankenberg dauerte etwa drei Stunden und konnte von den landständischen Truppen nur gewonnen werden, weil Graf Kuefstein alle Häuser der Ortschaft Frankenberg niederbrennen ließ und schließlich auch die Kirche auf dem Frankenberg („Frankenberger Kircherl“), in welche sich Laimbauer und seine Anhänger geflüchtet hatten, niederbrannte. Sie endete in einem in der österreichischen Geschichte beispiellosen Gemetzel, in dem bei der Kirche auf dem Frankenberg bis zehn Uhr abends nahezu alle Getreuen des Laimbauer einschließlich Frauen und Kinder getötet wurden. Die wenigen, vom Scharfrichter von Linz in den Leichenhaufen bei der Kirche gefundenen Überlebenden wurden wie Vieh nach Linz getrieben, wo über Martin Aichinger ein Schauprozess eröffnet wurde. Laimbauer, sein vierjähriger Sohn und sechs seiner Getreuen wurden in einer groß angelegten öffentlichen Hinrichtung auf dem Linzer Hauptplatz zuerst mit glühenden Zangen gezwickt, dann enthauptet, gevierteilt und die Leibesviertel zu Abschreckung öffentlich aufgesteckt.
Ein prominenter Zeuge dieser brutalen Hinrichtung war der durchreisende englische Diplomat Thomas Howard Earl of Arundel, dessen Sekretär und Begleiter William Crowne ein authentischer Reisebericht (siehe Blutiger Sommer. Eine Deutschlandreise im Dreißigjährigen Krieg) mit einem Kupferstich zu dieser Hinrichtung zu verdanken ist. Die beiden erhalten gebliebenen Fahnen des Laimbauern zählen zu den bedeutenden Relikten aus den Oberösterreichischen Bauernkriegen im Oberösterreichischen Landesmuseum. Auch eine erhalten gebliebene Mauer der ehemaligen Kirche auf dem Frankenberg ist dem Gedenken an die brutale Vernichtung der Anhänger Martin Aichingers gewidmet. Dieser Mauerrest wurde im Jahre 1978 durch den Service-Club Round Table 2 Linz in das Bauernkriegsdenkmal Frankenberg eingebunden.

## Rezeption im 20. Jahrhundert
Bemerkenswert ist, dass der Linzer Realschüler Adolf Hitler sich um 1903 mehrere Tage in St. Georgen an der Gusen einquartierte, um auf eigene Faust ferne Erinnerungen an diese Schlacht in der lokalen Bevölkerung zu erforschen.
Der in St. Georgen wirkende Lehrer Eduard Munninger verarbeitete um 1935 diese Tragödie im Blut-und-Boden-Roman Die Beichte des Ambros Hannsen und erhielt dafür 1937 den Deutschen Literaturpreis.